# Tony Sandoval
Tony Sandoval (ur. 14 lipca 1973 w Meksyku) – meksykański scenarzysta i twórca komiksów.

## Twórczość
Komiksy wydane w Polsce:
- Wybryki Xinophixeroxa (tyt. oryg. Les Betises de Xinophixerox), Warszawa : Timof Comics, 2011, ISBN 978-83-61081-68-5.
- Doomboy (tyt. oryg. Doomboy), Warszawa: Timof Comics, 2013, ISBN 978-83-63963-04-0.
- Praga gada: o pokoju (praca zbiorowa), Warszawa: Wydawnictwo Fundacji Animacja, 2014, ISBN 978-83-64293-01-6.
- Praga gada: o wojnie! (praca zbiorowa), Warszawa: Wydawnictwo Fundacji Animacja, 2014, ISBN 978-83-64293-04-7.
- Wąż wodny (tyt. oryg. Le Serpent d'Eau), Warszawa: Timof Comics, 2014, ISBN 978-83-63963-35-4.
- Tysiąc sztormów (tyt. oryg. Mille tempêtes), Warszawa: Timof Comics, 2015, ISBN 978-83-63963-91-0.
- Spotkanie w Phoenix: opowieść autobiograficzna o nielegalnej przeprawie do USA (tyt. oryg. Rendez-vous à Phoenix), Warszawa: Timof Comics, 2016, ISBN 978-83-65527-05-9.
- Nokturno (tyt. oryg. Nocturno) Warszawa: Timof Comics, 2017,ISBN 978-83-65527-38-7[1].
- Niewidzialne echa (tyt. oryg. Les Échos invisibles), wspólnie z Grazią La Padulą, Warszawa: Timof Comics, 2017, ISBN 978-83-65527-51-6[2].
- Futura nostalgia – Część 1. (tyt. oryg. Futura Nostalgia - Tome 1), Warszawa: Timof Comics, 2018, ISBN 978-83-65527-66-0.
- Futura nostalgia – Część 2.  (tyt. oryg. Futura Nostalgia - Tome 2), Warszawa: Timof Comics, 2019, ISBN 978-83-65527-89-9.
- Futura nostalgia – Część 3.  (tyt. oryg. Futura Nostalgia - Tome 3), Warszawa: Timof Comics, 2019, ISBN 978-83-66347-03-8.
- Mrok w różu (tyt. oryg. Oscuro en Rosa), Warszawa: Timof Comics, 2021, ISBN 978-83-66347-73-1.